# Abbaye Saint-Crépin-le-Grand
Ne doit pas être confondu avec Abbaye Saint-Crépin-en-Chaye.
L'Abbaye Saint-Crépin-le-Grand, Ecclesia Sancti Crispini Majoris, est une ancienne abbaye bénédictine située à Soissons, dans le département de l'Aisne.

## Histoire
Un monastère est fondé au Ve siècle sur le tombeau des apôtres et martyrs Crépin et Crépinien, hors de la ville de Soissons, le long du grand chemin de Reims. Il est érigé en abbaye par l'évêque de Soissons, saint Bandry et est évoqué par Grégoire de Tours comme lieu de pèlerinage pour les reliques de ces deux saints. L'abbaye adopte la règle de saint Benoît au IXe siècle au plus tard.
En 1014, l'église abbatiale est reconstruite. En 1044, l'abbé fait la translation de la dépouille de Bandry. Un incendie la détruit en 1047 ou 1057. La reconstruction est entreprise, sur un plan analogue à celui de Saint-Nicaise de Reims, mais jamais achevée.
Lors de la guerre de Cent Ans, en 1358-59, le dortoir, le cloître sont incendiés, les censes, dont la location constitue le principal revenu du monastère sont saccagées ou brûlées. On compte en 1372 : 20 profès et 10 convers, en 1381 il n'y avait plus que 14 religieux.
En 1567, pendant les Guerres de Religion, l'abbaye est saccagée et en 1568, les Huguenots y mettent le feu. Elle est reconstruite en 1578 et de nouveau incendiée en 1617 et réhabilitée en 1631.
Elle adhère à la réforme de Saint-Maur en 1646. Les mauristes reconstruisent l'abbaye en 1664
Le 13 février 1790, l'Assemblée constituante prononce l'abolition des vœux monastiques et la suppression des congrégations religieuses. L'abbaye est fermée. Les 5 religieux restant quittent leur couvent vers la fin de l'année. Les biens de l'abbaye sont vendus comme biens nationaux.
Les locaux de l'abbaye deviennent une fabrique de sulfate de soude ; une manufacture de tapisseries, une meunerie et une métallurgie, à partir du moulin à eau ayant appartenu à l’abbaye, puis sont achetés en 1865 par le lazariste Augustin Dupuis qui en fait une maison religieuse consacrée à l'éducation, aujourd'hui lycée professionnel Saint-Vincent-de-Paul.

## Abbés
- ~886 : Comte Héric ou Eric, abbé laïque.
- date ? : Herbert II de Vermandois (° vers 880, † 23 février 943)[5]

### Abbés réguliers
- ~1054 : Ansel
- ~-1118 : Odon (†1151) ensuite abbé de Saint-Remi de Reims en 1118[6].
- ~1125-1135 : Téulfe[7].
- ~1156-1161 : Benered, devint cardinal-évêque de Palestrine en 1179[8].
- ~1179-1189 : Léon[9].
- ~1207 : Renaud
- ~1234 : Albuin (†1240)
- ~1250 : Crespin
- ~1278 : Simon[10].
- ~1308 : Gautier de Bouclenoy
- 1353-1387 : Guyot ou Guillaume de La Rochefoucauld (†1387)
- 1426 : Pierre de Lourme
- ~1490 : Jean Godart

### Abbés commendataires
Comme la plupart des monastères de France par le concordat de 1516, la mise en commende s’appliqua à Saint-Crépin-le-Grand :
- 1563 : François Leroux[11].
- ~1567-1574 : Nicolas Dany (1520?-1583)[12],[13].
- ~1631 : Louis Perrochel
- 1637 : François Perrochel, évêque de Boulogne.
- : Augustin-Charles Perrochel, chanoine de Paris
- : Gaspard Brunet, docteur de Sorbonne
- :  Claude Pinguet de Belingan (1671-†1751)
- ~1755 : Louis-Achille de Cugnac de Dampierre (1709-), chanoine et grand-vicaire de Tours, abbé commendataire de Notre-Dame du Vœu.
- 1779 : Charles-Antoine-Marie Demalezieu, chevalier, chanoine de Senlis

## Prieuré
L'influence de l'abbaye s'étend sur les prieurés où elle envoie ses religieuses et recueille les revenus :
- Prieuré de Beaulieu (Beaumont-en-Beine)
- Prieuré de Beaulieu-les-Fontaines
- Prieuré de Béthisy-Saint-Pierre, grande chambrerie[14]
- Prieuré de Champlieu
- Prieuré Saint-Pierre du Châtelet à Montigny-Lengrain, fondé au XIe siècle dépendance de Saint-Crépin-le-Grand, ensuite rattaché à La Charité-sur-Loire[15].
- Prieuré de Fresnoy-lès-Roye

## Droit de patronage et dîmage
L'abbaye a le droit d'élire et de pourvoir aux cures des églises dont elle est patron, de prêtres qu'elle présente à l'ordination de l'évêque diocésain. C'est le droit de patronage, de présentation à l’évêque et de nomination d'un desservant aux églises ou cures (paroisses) où elle percevait les grosses dîmes.
L'abbé présentait à l'évêque pour la nomination aux cures de Béthisy-Saint-Martin et Béthisy-Saint-Pierre, Champlieu et son prieuré, Pernant.

## Patrimoine foncier
Dès le IXe siècle, Pernant appartenait à l'abbaye, confirmé en 893 par Charles le Simple avec l'autel et le moulin. L'abbaye possédait la ferme Duval à Pernant.

## Héraldique
| Armoiries de l'abbaye Saint-Crépin-le-Grand | Les armes de l'abbaye se blasonnent ainsi : D'azur à la fleur de lys florencée d'or. |